# Nya Zeelands ambassad i Stockholm
Nya Zeelands ambassad i Stockholm var Nya Zeelands beskickning i Sverige. Ambassaden öppnade 2008 och låg på Nybrogatan 11 i fyra år innan den stängdes 1 juli 2012. Stängningen var en del av ett sparpaket avsett för nyzeeländska utrikesministeriets diplomatiska verksamhet i Europa. När ambassaden stängde blev Nya Zeelands ambassad i Bryssel sidoackrediterad till Sverige. Nya Zeeland har åter öppnat en ambassad i Stockholm, denna gång på Skarpögatan i brittiska ambassadens byggnad. 

## Beskickningschefer
| Namn         | Period | Funktion   | Anmärkning                     |
| ------------ | ------ | ---------- | ------------------------------ |
| Andrew Jenks | 2018–  | Ambassadör | Sidoackrediterad från Bryssel. |